# Liste des maires de Redon
Cet article dresse la liste des maires de la commune française de Redon, située dans le département d'Ille-et-Vilaine en région Bretagne.

## L'Hôtel de ville
Le bâtiment date de 1905. Il regroupe plusieurs services de la Ville.

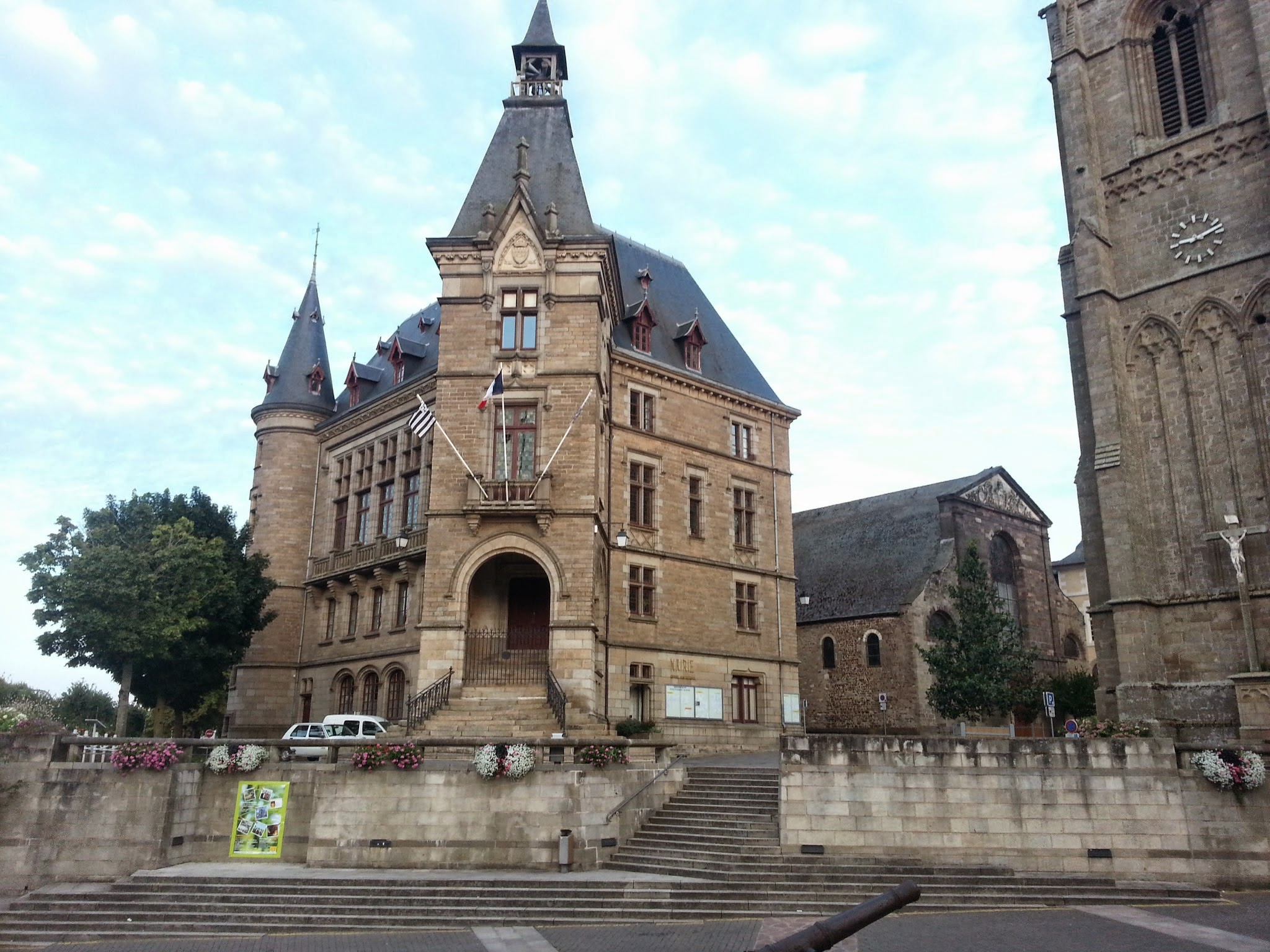
L'hôtel de ville de Redon.

## Liste des maires

### De 1792 à 1944
| Période                                  | Période | Identité                     | Étiquette       | Qualité                                                           |
| ---------------------------------------- | ------- | ---------------------------- | --------------- | ----------------------------------------------------------------- |
| Les données manquantes sont à compléter. |         |                              |                 |                                                                   |
| 1792                                     |         | M. Even                      |                 |                                                                   |
| Les données manquantes sont à compléter. |         |                              |                 |                                                                   |
|                                          | 1795    | François-Marie Jan du Bignon | Modéré          | Avocat Député d'Ille-et-Vilaine Député du Morbihan                |
| Les données manquantes sont à compléter. |         |                              |                 |                                                                   |
| 24 novembre 1795                         |         | M. Dominé                    |                 |                                                                   |
| 1800                                     | 1806    | René Mathurin Hery           |                 | Avocat à la Cour - Juge de Paix                                   |
| 1806                                     | 1822    | Marie-Claude de Brehier      |                 |                                                                   |
| 1822                                     | 1830    | Auguste Louis Marie de Gibon |                 | Conseiller général Député                                         |
| 1830                                     | 1834    | Christophe-Louis Thélohan    |                 | Avocat                                                            |
| 1834                                     | 1835    | Joseph Le Saulnier           |                 | Conseiller général de Redon                                       |
| 1835                                     | 1844    | Jean-Marie Nogues            |                 |                                                                   |
| 1844                                     | 1852    | Nicolas Niel                 |                 |                                                                   |
| 1852                                     | 1862    | Louis Thélohan               |                 | Conseiller général de Redon                                       |
| 1862                                     | 1866    | Jacques-Gustave Imbert       |                 |                                                                   |
| 1866                                     | 1871    | Pierre Marie Gérard          |                 | Avocat Conseiller général de Redon                                |
| 1871                                     | 1875    | Paul de Gibon                |                 | Lieutenant de vaisseau                                            |
| 1875                                     | 1878    | Victor Pihan-Dufeillay       |                 | Avocat                                                            |
| 1878                                     | 1881    | Eugène Lévêque               |                 | Notaire                                                           |
| 19 février 1881                          | 1882    | Joseph Desmars               | Républicain     | Archéologue Avocat Écrivain Historien Conseiller général de Redon |
| 1882                                     | 1884    | Victor Pihan-Dufeillay       |                 | Avocat                                                            |
| 1884                                     | 1886    | Émile Normand                |                 | Négociant Conseiller général de Redon                             |
| 1886                                     | 1919    | Étienne Gascon               | Républicain     | Médecin                                                           |
| 1919                                     | 1935    | Jules Cahour                 | Rad.soc.        | Industriel                                                        |
| 1935                                     | 1942    | Paul Richer                  | Union Nationale | Entrepreneur TP Conseiller général de Redon (1938 → 1940)         |
| 1942                                     | 1944    | Eugène Simon                 |                 | Retraité                                                          |

### Depuis 1944
Depuis la Libération, onze maires se sont succédé à la tête de la commune.
| Période         | Période          | Identité               | Étiquette      | Qualité |
| --------------- | ---------------- | ---------------------- | -------------- | --- |
| août 1944       | 5 juin 1946      | Jules Le Calvé         |                | Médecin Décédé en fonction |
| 1946            | octobre 1947     | Auguste Houssin        | DVD            | Notaire |
| octobre 1947    | 28 mars 1965     | Émile Le Brigant       | DVD-CNIP       | Général de l'armée |
| 28 mars 1965    | 18 novembre 1970 | Joseph Ricordel        | MRP puis CD    | Chef d'entreprise Conseiller général de Redon (1970) Décédé en fonction |
| 18 janvier 1971 | 28 mars 1971     | Jean-Baptiste Lelièvre | CD             | Inspecteur de l'enseignement Conseiller municipal Conseiller général de Redon (1970 → 1994) Conseiller régional de Bretagne |
| 28 mars 1971    | 13 mars 1983     | Jean Tiger,            | RI puis UDF-PR | Commerçant (épicier en gros) |
| 13 mars 1983    | 19 juin 1995     | Pierre Bourges,        | PS             | Retraité de la fonction publique Conseiller régional de Bretagne (1986 → 1998) |
| 19 juin 1995    | 18 mars 2001     | Alain Madelin          | UDF-DL         | Avocat près la cour d'appel de Paris Conseiller général de Redon (1994 → 1995) Conseiller régional de Bretagne (1992 → 1998) Député d'Ille-et-Vilaine (4e circ.) (1978 → 1986, 1988 → 1993 et 1995 → 2007) Député européen (1989 et 1999 → 2002) Ministre |
| 18 mars 2001    | 7 juillet 2007,  | Jean-Michel Bollé      | DVD            | Haut fonctionnaire 1er adjoint au maire (1995 → 2001) Président de la CC du pays de Redon (1996 → 2007) Conseiller général de Redon (1995 → 2007) Décédé en fonction                                                                                      |
| 18 juillet 2007 | 5 avril 2014     | Vincent Bourguet       | UDF puis UDI   | Professeur, agrégé de philosophie Conseiller municipal (1995 → 1998) 1er adjoint au maire (2001 → 2007) |
| 5 avril 2014,   | En cours         | Pascal Duchêne         | UDI            | Professeur de philosophie, directeur des études 1er vice-président de Redon Agglomération (2014 → ) Réélu pour le mandat 2020-2026 |

## Conseil municipal actuel
Les 29 sièges composant le conseil municipal de Redon ont été pourvus le 15 mars 2020 lors du premier tour de scrutin. Actuellement, il est réparti comme suit : 

## Résultats des dernières élections municipales

### Élection municipale de 2020
À cause de la pandémie de Covid-19, les conseils municipaux d'installation (dans les communes pourvues au premier tour) n'ont pu avoir lieu dans les délais habituels. Un décret publié au JORF du 15 mai 2020 en a ainsi fixé la tenue entre les 23 et 28 mai. À Redon, il a eu lieu le 28 mai 2020.
|                          |                  |                |              |              |        |        |  |  |  |
| Tête de liste            | Tête de liste    | Liste          | Premier tour | Premier tour | Sièges | Sièges |  |  |  |
| Tête de liste            | Tête de liste    | Liste          | Voix         | %            | CM     | CC     |  |  |  |
|                          | Pascal Duchêne * | UDI            | 1 478        | 55,25        | 23     | 6      |  |  |  |
| Redon ensemble           |                  |                | 1 478        | 55,25        | 23     | 6      |  |  |  |
|                          | Loïc L'Haridon   | DVG-EÉLV-PS    | 1 197        | 44,74        | 6      | 1      |  |  |  |
| Redon demain !           |                  |                | 1 197        | 44,74        | 6      | 1      |  |  |  |
|                          |                  |                |              |              |        |        |  |  |  |
| Inscrits                 | Inscrits         | Inscrits       | 6 501        | 100,00       |        |        |  |  |  |
| Abstentions              | Abstentions      | Abstentions    | 3 712        | 57,10        |        |        |  |  |  |
| Votants                  | Votants          | Votants        | 2 789        | 42,90        |        |        |  |  |  |
| Blancs et nuls           | Blancs et nuls   | Blancs et nuls | 114          | 4,09         |        |        |  |  |  |
| Exprimés                 | Exprimés         | Exprimés       | 2 675        | 95,91        |        |        |  |  |  |
| * Liste du maire sortant |                  |                |              |              |        |        |  |  |  |

### Élection municipale de 2014
| Tête de liste                            | Tête de liste       | Liste          | Premier tour | Premier tour | Second tour | Second tour | Sièges | Sièges |
| Tête de liste                            | Tête de liste       | Liste          | Voix         | %            | Voix        | %           | CM     | CC     |
| ---------------------------------------- | ------------------- | -------------- | ------------ | ------------ | ----------- | ----------- | ------ | ------ |
|                                          | Pascal Duchêne      | DVD            | 1 662        | 43,64        | 1 996       | 51,96       | 22     | 6      |
| Vivre et réussir Redon                   |                     |                | 1 662        | 43,64        | 1 996       | 51,96       | 22     | 6      |
|                                          | François Gérard     | PS             | 1 344        | 35,29        | 1 845       | 48,03       | 7      | 2      |
| Rassemblement pour le renouveau de Redon |                     |                | 1 344        | 35,29        | 1 845       | 48,03       | 7      | 2      |
|                                          | Jean-François Lugué | DVG            | 476          | 12,50        |             |             |        |        |
| Redon, ville solidaire, ville ouverte    |                     |                | 476          | 12,50        |             |             |        |        |
|                                          | Françoise Routier   | SE             | 326          | 8,56         |             |             |        |        |
| Redon, ville participative               |                     |                | 326          | 8,56         |             |             |        |        |
|                                          |                     |                |              |              |             |             |        |        |
| Inscrits                                 | Inscrits            | Inscrits       | 6 879        | 100,00       | 6 878       | 100,00      |        |        |
| Abstentions                              | Abstentions         | Abstentions    | 2 923        | 42,49        | 2 869       | 41,71       |        |        |
| Votants                                  | Votants             | Votants        | 3 956        | 57,51        | 4 009       | 58,29       |        |        |
| Blancs et nuls                           | Blancs et nuls      | Blancs et nuls | 148          | 3,74         | 168         | 4,19        |        |        |
| Exprimés                                 | Exprimés            | Exprimés       | 3 808        | 96,26        | 3 841       | 95,81       |        |        |

### Élection municipale de 2008
|                                     | Vincent Bourguet * | UMP-DVD-PB           | 2 074 | 50,59  | 22 |  |  |  |
| Unis pour Redon et le Pays de Redon |                    |                      | 2 074 | 50,59  | 22 |  |  |  |
|                                     | Jean-René Marsac   | PS-Verts-PCF-PRG-UDB | 2 026 | 49,41  | 7  |  |  |  |
| Redon cœur de pays                  |                    |                      | 2 026 | 49,41  | 7  |  |  |  |
|                                     |                    |                      |       |        |    |  |  |  |
| Inscrits                            | Inscrits           | Inscrits             | 6 630 | 100,00 |    |  |  |  |
| Abstentions                         | Abstentions        | Abstentions          | 2 371 | 35,76  |    |  |  |  |
| Votants                             | Votants            | Votants              | 4 259 | 64,24  |    |  |  |  |
| Blancs ou nuls                      | Blancs ou nuls     | Blancs ou nuls       | 159   | 3,73   |    |  |  |  |
| Exprimés                            | Exprimés           | Exprimés             | 4 100 | 96,27  |    |  |  |  |
| * Liste du maire sortant            |                    |                      |       |        |    |  |  |  |

### Élection municipale de 2001
| Tête de liste                         | Tête de liste     | Liste          | Premier tour | Premier tour | Second tour | Second tour | Sièges | Sièges |
| Tête de liste                         | Tête de liste     | Liste          | Voix         | %            | Voix        | %           | CM     |        |
| ------------------------------------- | ----------------- | -------------- | ------------ | ------------ | ----------- | ----------- | ------ | ------ |
|                                       | Jean-Michel Bollé | DVD            | 1 751        | 46,89        | 2 032       | 52,52       | 22     |        |
| Unis pour Redon                       |                   |                | 1 751        | 46,89        | 2 032       | 52,52       | 22     |        |
|                                       | Jean-René Marsac  | PS-PCF-Verts   | 1 516        | 40,60        | 1 837       | 47,48       | 7      |        |
| Réussir Redon, Citoyens et solidaires |                   |                | 1 516        | 40,60        | 1 837       | 47,48       | 7      |        |
|                                       | Émile Granville   | UDB-DVG        | 467          | 12,51        |             |             |        |        |
| Redon autrement                       |                   |                | 467          | 12,51        |             |             |        |        |
|                                       |                   |                |              |              |             |             |        |        |
| Inscrits                              | Inscrits          | Inscrits       | 6 301        | 100,00       | 6 301       | 100,00      |        |        |
| Abstentions                           | Abstentions       | Abstentions    | 2 381        | 37,79        | 2 238       | 35,52       |        |        |
| Votants                               | Votants           | Votants        | 3 920        | 62,21        | 4 063       | 64,48       |        |        |
| Blancs ou nuls                        | Blancs ou nuls    | Blancs ou nuls | 186          | 4,74         | 194         | 4,77        |        |        |
| Exprimés                              | Exprimés          | Exprimés       | 3 734        | 95,26        | 3 869       | 95,23       |        |        |

### Élection municipale de 1995
|                                                           | Alain Madelin    | UDF-CDS        | 2 759 | 58,30  | 23 |  |  |  |
| Un nouvel élan pour Redon à l'an 2000                     |                  |                | 2 759 | 58,30  | 23 |  |  |  |
|                                                           | Pierre Bourges * | PS             | 1 971 | 41,60  | 6  |  |  |  |
| Démocratie Solidarité Ouvertures, une ambition pour Redon |                  |                | 1 971 | 41,60  | 6  |  |  |  |
|                                                           |                  |                |       |        |    |  |  |  |
| Inscrits                                                  | Inscrits         | Inscrits       | 6 400 | 100,00 |    |  |  |  |
| Abstentions                                               | Abstentions      | Abstentions    | 1 574 | 24,59  |    |  |  |  |
| Votants                                                   | Votants          | Votants        | 4 826 | 75,41  |    |  |  |  |
| Blancs ou nuls                                            | Blancs ou nuls   | Blancs ou nuls | 96    | 1,99   |    |  |  |  |
| Exprimés                                                  | Exprimés         | Exprimés       | 4 730 | 98,01  |    |  |  |  |
| * Liste du maire sortant                                  |                  |                |       |        |    |  |  |  |

### Élection municipale de 1989
|                                                         | Pierre Bourges * | PS          | 2 555 | 56,10  | 23 |  |  |  |
| Union pour Redon, démocratie, développement, solidarité |                  |             | 2 555 | 56,10  | 23 |  |  |  |
|                                                         | René Rousteau    | DVD         | 1 722 | 37,81  | 6  |  |  |  |
| Rassembler et agir pour Redon                           |                  |             | 1 722 | 37,81  | 6  |  |  |  |
|                                                         | Émile Granville  | Écologiste  | 277   | 6,08   | 0  |  |  |  |
| Redon Bretagne Écologie                                 |                  |             | 277   | 6,08   | 0  |  |  |  |
|                                                         |                  |             |       |        |    |  |  |  |
| Inscrits                                                | Inscrits         | Inscrits    | 6 277 | 100,00 |    |  |  |  |
| Abstentions                                             | Abstentions      | Abstentions | 1 613 | 25,70  |    |  |  |  |
| Votants                                                 | Votants          | Votants     | 4 664 | 74,30  |    |  |  |  |
| Nuls                                                    | Nuls             | Nuls        | 110   | 1,75   |    |  |  |  |
| Exprimés                                                | Exprimés         | Exprimés    | 4 554 | 72,55  |    |  |  |  |
| * Liste du maire sortant                                |                  |             |       |        |    |  |  |  |

### Élection municipale de 1983
|                               | Pierre Bourges | PS-PCF      | 2 412 | 51,90  | 22 |  |  |  |
| Redon majorité présidentielle |                |             | 2 412 | 51,90  | 22 |  |  |  |
|                               | Jean Tiger *   | UDF-PR      | 2 235 | 48,10  | 7  |  |  |  |
| Redon, progrès, liberté       |                |             | 2 235 | 48,10  | 7  |  |  |  |
|                               |                |             |       |        |    |  |  |  |
| Inscrits                      | Inscrits       | Inscrits    | 6 128 | 100,00 |    |  |  |  |
| Abstentions                   | Abstentions    | Abstentions | 1 230 | 20,07  |    |  |  |  |
| Votants                       | Votants        | Votants     | 4 898 | 79,93  |    |  |  |  |
| Nuls                          | Nuls           | Nuls        | 251   | 4,09   |    |  |  |  |
| Exprimés                      | Exprimés       | Exprimés    | 4 647 | 75,83  |    |  |  |  |
| * Liste du maire sortant      |                |             |       |        |    |  |  |  |